# Селище (Борское сельское поселение, близ деревни Носово)
Селище — деревня в Борском сельском поселении Бокситогорского района Ленинградской области.

## История
Деревня Селище Климантовского Колбежского погоста, упоминается в переписи 1710 года.
Деревня Селище обозначена на специальной карте западной части России Ф. Ф. Шуберта 1844 года.

СЕЛИЩЕ — деревня Носовского общества, прихода Колбицкого погоста. 

Крестьянских дворов — 8. Строений — 32, в том числе жилых — 18.

Число жителей по семейным спискам 1879 г.: 32 м. п., 25 ж. п.; по приходским сведениям 1879 г.: 25 м. п., 19 ж. п.

В конце XIX — начале XX века деревня административно относилась к Большегорской волости 3-го земского участка 1-го стана Тихвинского уезда Новгородской губернии.

СЕЛИЩЕ — деревня Носовского общества, дворов — 13, жилых домов — 20, число жителей: 33 м. п., 39 ж. п.
 
Занятия жителей — земледелие, лесные промыслы. Ручей. (1910 год)

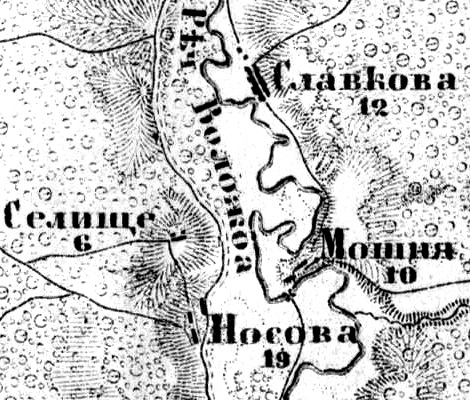
Деревня Селище на карте 1913 года

Согласно карте Новгородской губернии 1913 года, деревня насчитывала 6 крестьянских дворов.
По данным 1933 года деревня Селище входила в состав Больше-Горского сельсовета Тихвинского района.
По данным 1966 года деревня Селище входила в состав Большегорского сельсовета.
По данным 1973 и 1990 годов деревня Селище входила в состав Борского сельсовета.
В 1997 году в деревне Селище Борской волости проживали 18 человек, в 2002 году — 16 человек (все русские).
В 2007 году в деревне Селище Борского СП проживали 13 человек, в 2010 году — 12.

## География
Деревня расположена в юго-западной части района на автодороге 41К-031 (Дыми — Бочево).
Расстояние до административного центра поселения — 11 км.
Расстояние до районного центра — 14 км. 
Деревня находится на левом берегу реки Воложба.

## Демография
| 1997 | 2002 | 2007 | 2010 | 2013 | 2014 | 2017 |
| ---- | ---- | ---- | ---- | ---- | ---- | ---- |
| 18   | ↘16  | ↘13  | ↘12  | ↘5   | →5   | ↗11  |

## Инфраструктура
На 2017 год в деревне было зарегистрировано 10 домохозяйств.